# Greenwald
Greenwald és una població dels Estats Units a l'estat de Minnesota. Segons el cens del 2000 tenia 201 habitants.

## Demografia
Segons el cens del 2000, Greenwald tenia 201 habitants, 85 habitatges, i 61 famílies. La densitat de població era de 100,8 habitants per km².
Dels 85 habitatges en un 21,2% hi vivien nens de menys de 18 anys, en un 63,5% hi vivien parelles casades, en un 2,4% dones solteres, i en un 27,1% no eren unitats familiars. En el 21,2% dels habitatges hi vivien persones soles el 12,9% de les quals corresponia a persones de 65 anys o més que vivien soles. El nombre mitjà de persones vivint en cada habitatge era de 2,36 i el nombre mitjà de persones que vivien en cada família era de 2,77.
Per edats la població es repartia de la següent manera: un 16,9% tenia menys de 18 anys, un 11,4% entre 18 i 24, un 17,9% entre 25 i 44, un 26,9% de 45 a 60 i un 26,9% 65 anys o més.
L'edat mediana era de 46 anys. Per cada 100 dones de 18 o més anys hi havia 103,7 homes.
La renda mediana per habitatge era de 37.000 $ i la renda mediana per família de 42.125 $. Els homes tenien una renda mediana de 31.923 $ mentre que les dones 21.071 $. La renda per capita de la població era de 17.539 $. Cap de les famílies i el 2,4% de la població estaven per davall del llindar de pobresa.

## Poblacions més properes
El següent diagrama mostra les poblacions més properes.